# Camptonita
Les camptonites són roques ígnies porfíriques, una varietat de lampròfir, melanocràtiques, constituïdes per fenocristalls d'hornblenda (ferrohornblenda), olivina, augita i biotita rica en titani. Es troba en una pasta que conté els mateixos minerals (excepte l'olivina), amb plagiòclasi més abundant que els feldespats alcalins, i amb els feldespats més abundants que els feldespatoides. El nom de la roca prové de la localitat de Campton Falls, a New Hampshire (EUA).